# Gustavo Rojo Pinto
Gustavo Rojo Pinto (Oceà Atlàntic, 5 de setembre de 1924-Ciutat de Mèxic, 22 d'abril del 2017) va ser un actor mexicà, conegut per la seva extensa trajectòria en el cinema i en la televisió.

## Biografia
Fill de la canària Mercedes Pinto i del toledà Rubén Rojo Martín de Nicolás, el seu germà va ser l'actor Rubén Rojo i la seva mitjana-germana per part de Mamà Pituka de Foronda, els qui tenien nacionalitat espanyola i alhora que mexicana. Va néixer a bord del vaixell alemany Krefeld, mentre navegava sobre l'oceà Atlàntic, en un viatge que portava a la seva família a Montevideo, l'Uruguai, on hi van romandre set anys.
A finals dels anys vint, Mercedes va escriure una obra i Gustavo va debutar en el seu teatre. El debut de la pantalla de Gustavo va ser d'actor infantil a la pel·lícula cubana de 1938, Ahora seremos felices, en què la seva germana gran Pituka va tenir un paper protagonista. Als anys quaranta, la família es va traslladar a Mèxic, on Rojo va treballar constantment durant tota la dècada de 1940. El 1947, va fer el seu debut a Hollywood a la pel·lícula Tarzan and the Mermaids, que van protagonitzar Johnny Weissmuller i Brenda Joyce.
Va estar casat fins a la seva defunció amb l'ex Miss el Perú Carmela Stein, amb qui va criar a quatre fills: Alejandra (fruit del seu primer matrimoni, amb Mercedes Castellanos), Enrique, Juan Carlos i l'actriu Ana Patricia Rojo. El seu segon matrimoni havia estat amb Erika Remberg.

## Trajectòria

### Telenovel·les
- Un camino hacia el destino (2016) ...... Fernando Altamirano
- Qué pobres tan ricos (2013-2014) ...... Aureliano Ruizpalacios
- Abismo de pasión (2012) ...... Obispo
- Triunfo del amor (2010-2011) ...... Padre Jerónimo
- Corazón salvaje (2009-2010) ...... Alberto Villarreal
- Mañana es para siempre (2008-2009) ...... Obispo
- Alma de hierro (2008) ...... Pierre
- Al diablo con los guapos (2007-2008) ...... Ernesto Robledo
- Destilando amor (2007) ...... Néstor Videgaray
- Apuesta por un amor (2004-2005) ...... Lic. Leonardo de la Rosa
- Cómplices al rescate (2002) ...... Dr. Federico Rueda
- La intrusa (2001) ...... Víctor Rivadeneyra
- Carita de ángel (2000-2001) ...... Padre Cosme
- Por un beso (2000-2001) ...... Lic. Carlos Guillén
- Locura de amor (2000)
- Cuento de Navidad (1999-2000) ...... Mariano
- Alma rebelde (1999) ...... Octavio Fuentes Cano
- Soñadoras (1998-1999) ...... Alfredo Guzmán
- Sin ti (1997-1998) ...... Nicolás "Nico" Rubio-Castillo
- Salud, dinero y amor (1997-1998) ...... Federico Montiel
- Esmeralda (1997) ...... Bernardo Pérez-Montalvo †
- Mi querida Isabel (1996-1997) ...... Joaquín
- La antorcha encendida (1996)
- Confidente de secundaria (1996) ...... Miramontes
- Si Dios me quita la vida (1995) ...... Jesús Sánchez Amaro
- María Mercedes (1992-1993) ...... Dr. Pérez
- Rosa salvaje (1987-1988) ...... Padre Manuel de la Huerta †
- Pobre señorita Limantour (1987)
- Si, mi amor (1984-1985) ...... Sr. Edward Williams
- Mañana es primavera (1982) ...... Alfredo Serrano
- Una limosna de amor (1981) ...... Rolando
- Los Pardaillan (1981) ...... Padre Pardaillan
- Secreto de confesión (1980) ...... Jorge
- La divina Sarah (1980) ...... Juan Richepin
- Lágrimas de amor (1979) ...... Germán
- Una mujer (1978) ...... Manuel
- Marcha nupcial (1977-1978) ...... Esteban
- Dos a quererse (1977)
- Mundo de juguete (1974-1977) ...... Carlos
- La tierra (1974-1975)
- Muñeca (1974) ...... Padre Félix
- ¿Quién? (1973)
- Telenovela Mensual (1972)
- El amor tiene cara de mujer (1971) ...... Cristián
- Natacha (1970 - 1971) ...... Raúl Pereyra
- No creo en los hombres (1969) ...... Roberto

### Pel·lícules
- Sabor a mí (1988)
- Solicito marido para engañar (1987)
- De puro relajo (1986)
- La golfa del barrio (1981)
- Reventón en Acapulco (1980)
- Cuando tejen las arañas (1977)
- El látigo (1976)
- El compadre más padre (1975)
- Divorcio a la andaluza (1975)
- Gracia y el forastero (Chile) (1974)
- Hermanos de sangre (1972)
- El Cóndor (1970)
- El hombre que vino del odio (1970)
- The Valley Of Gwangi (1969)
- Ragan (1968)
- Las siete magníficas (1966)
- Comenzó con un beso (It started with a kiss) (1959)
- El amor empieza en sábado (1958)
- "S.O.S...ABUELITA" (1959).
- María de la O (amb Lola Flores) (1957)
- Alexander the Great (amb Richard Burton, 1956)
- La mujer ajena (1954)
- Tirma (con Silvana Pampanini) (1953)
- Bajo el cielo de España (Sangre en el ruedo) (1953)
- La reina del mambo (1951)
- Parsifal (1951)
- Café de chinos (1949)
- El gran calavera (1949)
- Eterna agonía (1949)
- Una mujer con pasado (La Venus Azteca) (1949)
- Cuando baja la marea (1948)
- Cuando los padres se quedan solos (1948)
- Tarzan and the mermaids (1948)
- Cortesana (1947)
- Barrio de pasiones (1947)
- La insaciable (1947)
- Todo un caballero (1946)
- Mamá Inés (1945)
- El último amor de Goya (1945)
- Las colegialas (1945)
- Corazones de México (1945)
- Una canción en la noche (1945)
- Amok (1944)
- Mis hijos (1944)
- Murallas de pasión (1943)

### Director de televisió
- Por un beso (2000-2001) (Telenovel·la)

### Televisió
- Desmadruga2 (2009)
- La Hora Pico (2002)
- Diseñador ambos sexos Capítulo 11: "Cita imposible" (2001) .... Empresario Sr. Remora
- Mujer, casos de la vida real (1995-2005)

### Teatre
- Perfume de Gardenia.
- 12 hombres en pugna (2013)[7][8]

### Premis
- Premis de l'Agrupación de Críticos y Periodistas de Teatro "Premi d'Honor per Trajectòria Gustavo Rojo per 75 anys de carrera artística a nivell Nacional i Internacional". (2016)[9]
- Premis Bravo "Per Trajectòria" (2015)[10]
- Premi Gustavo Rojo "Centro Iberoamericano para el Desarrollo de las Artes y Vinculación Global, A.C" (2015)[11]
- Premis Pecime (Periodistas Cinematográficos de México) (2015) Gustavo Rojo per 75 anys de carrera artística[12]
- Premis Diosas de Plata (2015) Gustavo Rojo per 75 anys de carrera artística[13]
- Premi Berlín (2014) Gustavo Rojo per 70 anys de carrera artística[14]
- Premi El Jaguar de Oro (2014) Gustavo Rojo per 70 anys de carrera artística[15]